# Kimball (South Dakota)
|  | Dieser Artikel wurde aufgrund von inhaltlichen Mängeln auf der Qualitätssicherungsseite des Projektes USA eingetragen. Hilf mit, die Qualität dieses Artikels auf ein akzeptables Niveau zu bringen, und beteilige dich an der Diskussion! Eine nähere Beschreibung der zu behebenden Mängel fehlt. |

Kimball ist eine Kleinstadt im Brule County im US-Bundesstaat South Dakota. Das U.S. Census Bureau hat bei der Volkszählung 2020 eine Einwohnerzahl von 572 ermittelt. 

## Geschichte
Kimball wurde erstmals als Stake 48 an der Chicago, Milwaukee und der St. Paul Eisenbahnlinie erwähnt. Im Jahr 1880 erhoben erstmals Bauern Anspruch auf das Land in der Umgebung von Stake 48. Bis 1883 wurde Kimball als Dorf organisiert. Benannt wurde die Stadt nach dem Inspektor J. W. Kimball.

## Geografie
Kimball befindet sich in Zentral-South Dakota, westlich vom Lake Sharpe und hat 750 Einwohner auf einer Fläche von 8,0 km². Weiterhin liegt Kimball am Interstate 90, dem längsten Highway der Vereinigten Staaten.